# Comté de Stephens (Texas)
Pour les articles homonymes, voir Comté de Stephens.
Le comté de Stephens, en anglais : Stephens County, est un comté situé dans le nord de la partie centrale de l'État du Texas aux États-Unis. Fondé le 22 janvier 1858, son siège de comté est la ville de Breckenridge. Selon le recensement des États-Unis de 2020, sa population est de 9 101 habitants. Le comté a une superficie de 2 386,5 km2, dont 2 322,4 km2 en surfaces terrestres.  Initialement baptisé comté de Buchanan, en référence au président James Buchanan, il est renommé en l'honneur d'Alexander Stephens, le vice-président des États confédérés d'Amérique.

## Organisation du comté
Le comté est fondé le 22 janvier 1858, sous le nom de comté de Buchanan, à partir de terres du comté de Young et de celles rattachées au comté de Bosque. Le 17 décembre 1861, il est renommé comté de Stephens. Après plusieurs réaménagements fonciers, il est définitivement organisé et autonome, en 1876.
L’appellation de comté de Buchanan faisait référence à James Buchanan, 15e président des États-Unis. Le comté est rebaptisé à la mémoire d'Alexander Stephens, vice-président des États confédérés d'Amérique durant la guerre de Sécession,.

## Géographie
Le comté de Stephens est situé au nord de la partie centrale de l'État du Texas, aux États-Unis,. Le comté est drainé par le fleuve Brazos et certains de ses affluents.
Il a une superficie totale de 2 386,5 km2, composée de 2 322,4 km2 de terres et de 64,1 km2 de zones aquatiques.

## Comtés adjacents
| Comté de Throckmorton | Comté de Young        |                     |
| Comté de Shackelford  | comté de Throckmorton | Comté de Palo Pinto |
|                       | Comté d'Eastland      |                     |

## Démographie

Pyramide des âges du comté de Stephens (2000).

Lors du recensement de 2010, le comté comptait une population de 9 630 habitants. Elle est estimée, en 2017, à 9 337 habitants,.

### Source de la traduction
- (en) Cet article est partiellement ou en totalité issu de l’article de Wikipédia en anglais intitulé « Stephens County, Texas » (voir la liste des auteurs).